# Laghi del Malghetto
I Laghi del Malghetto sono due laghi d'origine glaciale che si trovano in Val di Sole, nel comune di Mezzana.

## Morfologia
Con la fine della glaciazione Würm si crearono i depositi morenici che trattennero le acque di scioglimento del ghiacciaio che sovrastava, a monte, il territorio. 
I laghetti principali che si trovano in località Malghetto sono due:
- lago di Malghetto inferiore (m. 2012)
- lago di Malghetto superiore (m. 2039)

Entrambi hanno origine glaciale, e si sono creati con uno sbarramento morenico.
Percorrendo una diversa via si giunge, per la val Panciana, al lago delle Malghette (m. 1891).

## Aspetti naturalistici
I laghi hanno destato l'interesse dei naturalisti e dei limnologi almeno dall'inizio del XX secolo, quando vi sono state rinvenute alcune specie di diatomee studiate con quelle presenti nel lago di Tovel.

## Attività
I laghi durante il periodo invernale si ricoprono di ghiaccio e si prestano agli sport invernali. Durante il periodo estivo sono meta di escursioni turistiche e sono adatti anche alla pesca sportiva.